# Carl Wille Schnitler

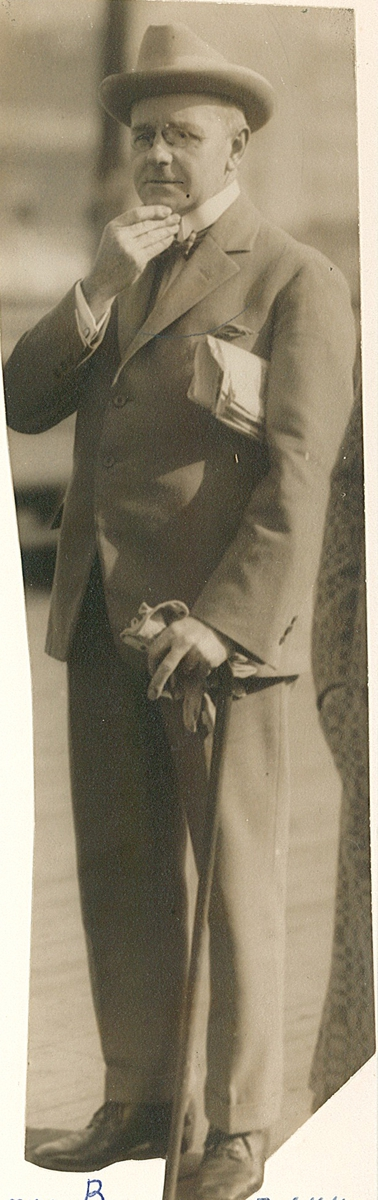
Carl W. Schnitler

Carl Wille Schnitler (* 24. Juni 1879 in Brandval, Hedmark; † 28. Oktober 1926 in Oslo) war ein norwegischer Kunsthistoriker.

## Familie
Schnitler war ein Sohn des Pfarrers Hans Peter Schnitler (1836–1894) und seiner Gattin Marine Sophie Petrea Wille (1848–1919). Er war ein Nachfahre des dänisch-norwegischen Juristen und Militäroffiziers Peter Schnitler (1690–1751) sowie ein Großcousin des norwegischen Offiziers Didrik Thomas Johannes Schnitler (1833–1888). Seit dem 10. Juli 1926 war er mit Elisabeth Konow Bruenech (23. Juli 1898–5. Dezember 1994) verheiratet, einer Tochter des Dampfschiffspediteurs Gabriel William Bruenech (1864–1939) und Signe Margrethe Albertine Konow (geboren 1866).

## Leben und Wirken
Schnitler entstammte sowohl väterlicher- als auch mütterlicherseits alten Priesterfamilien. Er machte 1896 sein Abitur an der Osloer Kathedralschule (norwegisch Oslo katedralskole) und begann ein Studium an der Universität Oslo, das er 1904 als Philologe abschloss. Bereits seit 1897 hatte er neben seinem Studium die wöchentlichen norwegisch kunsthistoriske øvelsene ‚kunsthistorischen Übungen‘ bei Professor Lorentz Dietrichson besucht, war lange Zeit dessen Assistent und bildete sich so im Bereich Kunstgeschichte fort. Von 1906 bis 1911 war er Kunstkritiker bei der Zeitung Aftenposten, unterrichtete von 1905 bis 1908 Kunstgeschichte an verschiedenen Osloer Schulen und war von 1907 bis 1910 als Assistent am ethnografischen Museum der Universität tätig. Nach dem Tode Dietrichsons wurde Schnitler 1918 Dozent an dessen Lehrstuhl für Kunstgeschichte an der Universität Oslo. 1921 wurde Schnitler dort zum Professor ernannt. Er verfasste für das Allgemeine Lexikon der Bildenden Künstler von der Antike bis zur Gegenwart Einträge zu norwegischen Künstlern.
Schnitler verstarb im Herbst 1926 nach einer Operation, nur drei Monate nach seiner Heirat.

## Veröffentlichungen (Auswahl)
- 1911: Slegten fra 1814. Studier over norsk embedsmandskultur i klassicismens tidsalder 1814–1840 (Die Schlacht von 1814. Studien zur norwegischen Beamtenkultur im Klassizismus 1814–1840)[2]
- 1914: Fredriksværn. Et norsk militæranlæg fra rokokotiden (Fredriksvern. Eine norwegische Militäranlage aus der Rokokozeit)[3]
- 1916: Norske haver i gammel og ny tid (Norwegische Gärten in alter und neuer Zeit)
- 1917: Italiensk renæssance og barok i havekunst og bykunst (Italienische Renaissance und Barock in Garten- und Stadtkunst)
- 1920: Norges kunstneriske opdagelse. Maleren Erik Pauelsens norske landskaper 1788 (Norwegens künstlerische Entdeckung. Die norwegischen Landschaften des Malers Erik Pauelsen anno 1788)
- 1920: Malerkunsten i Norge i det attende aarhundre (Norwegische Malerei im 18. Jahrhundert)
- 1922: Reise i Grækenland (Die Griechenlandreise)
- 1927: Kunsten og den gode form. Artikler og avhandlinger 1902–1926 (Kunst und Form)